# Терстонова скала
Терстонова скала је врста скале ставова, чије су тврдње дате тако градуиране да представљају тип интервалне скале. Користи се за мерење, по садржини различитих, социјалних ставова према цркви, расизму, смртној казни и сл.